# Heinz Bayer
Heinz Bayer (* 19. August 1926 in Rehau; † 22. November 1999) war ein deutscher Politiker (SPD), Gewerkschaftssekretär und Abgeordneter des Hessischen Landtags.

## Ausbildung und Beruf
Heinz Bayer besuchte die Volksschule, Aufbauschule und Verwaltungsfachschule und arbeitete dann als Verwaltungsdienstanfänger. Im Zweiten Weltkrieg leistete er Kriegsdienst und geriet in Kriegsgefangenschaft.
Heinz Bayer wurde 1947 DGB-Jugendsekretär für den Kreis Gifhorn. 1948 arbeitete er als parlamentarischer Assistent beim Verkehrsausschusses des Wirtschaftsrates in Frankfurt am Main und 1949 bis 1954 als Beamtensekretär bei der Gewerkschaft der Eisenbahner Deutschlands, wo er seit 1955 Geschäftsführer und Erster Bevollmächtigter der Ortsverwaltung Frankfurt am Main war.
Heinz Bayer war verheiratet und hatte vier Kinder.

## Politik
Seit 1947 war Heinz Bayer Mitglied der SPD. Für seine Partei war er zwischen 1971 und 1973 Stadtverordneter und Ortsbeirat in Frankfurt am Main. Vom 11. April 1972 bis zum 30. November 1978 war er zwei Wahlperioden lang Mitglied des Hessischen Landtags. In den Landtag rückte er für Rudi Arndt nach, der nach seiner Wahl zum Frankfurter Oberbürgermeister ausgeschieden war.

## Sonstige Ämter
Heinz Bayer war Vorsitzender des Bundes für Volksbildung in Frankfurt am Main-Höchst und arbeitete ehrenamtlich als Jugendschöffe.